# Oltarni nastavek
Oltarni nastavek, pogosto kar oltarna slika je umetniško delo, kot je slika, skulptura ali relief, ki predstavlja religiozno temo, namenjeno postavitvi za oltar krščanske cerkve. Čeprav se najpogosteje uporablja za eno umetniško delo, kot je slika ali kip ali skupina kipov, se lahko beseda uporablja tudi za celoten ansambel za oltarjem, sicer znan kot retabel, vključno s tistim, kar je pogosto zapleten okvir za osrednjo podobo ali sliko. Oltarni nastavki so bili eden najpomembnejših izdelkov krščanske umetnosti, zlasti od poznega srednjega veka do protireformacije.
Veliko oltarnih nastavkov je zdaj odstranjenih iz njihovih cerkvenih okolij, pogosto pa tudi iz njihovih izdelanih in oblikovanih okvirjev in so prikazani kot bolj preprosto uokvirjene slike v muzejih in drugih krajih.

## Zgodovina

### Izvor in zgodnji razvoj
Zdi se, da so se oltarni nastavki začeli uporabljati v 11. stoletju, z izjemo nekaterih zgodnejših primerov. Razlogi in sile, ki so privedle do razvoja oltarnih nastavkov, na splošno niso dogovorjeni. Navzočnost postavitve okrašenih relikvij svetnikov na oltarju ali za njim, kakor tudi tradicija okraševanja oltarja s kipi ali tekstilom, se je dogajala že s prvimi oltarji.
Mnogi zgodnji oltarni nastavki so bili sorazmerno enostavni v obliki pravokotne table, okrašene z vrsto svetnikov v vrstah, z osrednjo bolj izrazito sliko, kot je prikaz Marije ali Kristusa. Primer takega zgodnjega oltarja je Pala d'Oro v Benetkah. Pojav in razvoj teh prvih oltarnih nastavkov je pomembna prelomnica v zgodovini krščanske umetnosti in krščanske verske prakse. Kot je poudarjeno v Grovejevi Enciklopediji srednjeveške umetnosti in arhitekture, »pojav oltarnih nastavkov zaznamuje pomemben razvoj ne samo v zgodovini oltarja, temveč tudi v naravi in funkciji krščanske podobe. Avtonomna podoba je zdaj prevzela zakonit položaj v središču krščanskega čaščenja«.

### Pojav slikarske table
V 13. stoletju so v Italiji nastali oltarji s poslikanimi tablami. Nič nenavadnega ni bilo, če bi v Italiji našli oltarne nastavke s freskami ali stenskimi slikami: slednji za oltarno funkcijo kot vizualna dopolnitev liturgije. Na te oltarje je vplivala bizantinska umetnost, predvsem ikone, ki so po osvajanju Konstantinopla leta 1204 dosegli Zahodno Evropo. V tem času so oltarne nastavke občasno začeli okraševati z zunanjo, izklesano ali zatrepno strukturo z namenom zagotavljanja okvira za posamezne dele oltarnega nastavka. Oltarni nastavek umetnika Vigorosa da Siena iz leta 1291 je tak primer. To obravnavanje oltarnega nastavka bi sčasoma utrlo pot nastanku poliptiha v 14. stoletju.
Izklesani elementi v nastajajočih poliptih so pogosto vzpodbudili sodobno gotsko arhitekturo. V Italiji so bili še vedno tipično narejeni iz lesa in poslikani, medtem ko so bili v severni Evropi oltarni nastavki pogosto iz kamna.
V zgodnjem 14. stoletju je prišlo do nastanka krilnega oltarja v Nemčiji, na Nizozemskem, v Skandinaviji, v baltski regiji in v katoliških predelih Vzhodne Evrope. S tečaji pritrjene na osrednjo tablo in pobarvane, so zunanje table na obeh straneh lahko motiv za odpiranje ali zapiranje kril. Tako so se lahko slike spreminjale glede na liturgične zahteve. Zgodnje so pogosto prikazane skulpture na notranjih tablah, npr. prikazane ob odprtju in slike na hrbtni strani kril, prikazane ob zaprtju. S prihodom krilnih oltarjev je prišlo do premika podob. Namesto da bi bili osredotočeni na eno samo sveto figuro, so oltarji začeli prikazovati bolj zapletene pripovedi, povezane s krščanskim konceptom odrešitve.

### Pozni srednji vek in renesansa
Bolj kot je srednji vek napredoval, pogosteje so se naročali oltarni nastavki. V Severni Evropi sta se najprej Lübeck in pozneje Antwerpen razvijala v resnične izvozne centre za proizvodnjo oltarnih delov, ki sta jih izvažala v Skandinavijo, Španijo in severno Francijo. Do 15. stoletja so oltarne nastavke pogosto naročale ne le cerkve, temveč tudi posamezniki, družine, cehi in bratovščine. V 15. stoletju se je rodilo staronizozemsko slikarstvo v državah današnjega Beneluksa; odslej bo slikarstvo na tablah prevladovalo pri izdelavi oltarnih nastavkov na tem območju. V Nemčiji so na splošno prevladovale izrezljani leseni oltarni nastavki, medtem ko se je v Angliji v veliki meri uporabljal alabaster. V Angliji, pa tudi v Franciji, so bili popularni kamniti retabli. V Italiji sta bila pogosta tako kamnit kot lesen poliptih, s posameznimi poslikanimi tablami in pogosto (zlasti v Benetkah in Bologni) s kompleksnim oblikovanjem v obliki arhitekturnih kompozicij. V 15. stoletju se je razvila tudi sestava italijanskih oltarnih nastavkov, v katerih je bil poliptih postopoma opuščen v korist izvedbe na eni tabli. V Italiji so v času renesanse začeli izdelovati samostojne skupine kipov, ki so jih začeli prikazovati tudi kot oltarne nastavke. V Španiji so razvili zelo izviren način s pogosto zelo velikimi, arhitekturno zapletenimi retabli, včasih tako visokimi kot cerkev, v kateri so bili nameščeni. 
Na severu Evrope je protestantska reformacija od zgodnjega 16. stoletja naprej povzročila hiter upad števila proizvedenih oltarnih nastavkov. Ikonoklazem je lokalno uničil številne primere . Kot primer, med požigom stolnice v Antwerpnu v času reformacije leta 1533, je bilo uničenih več kot petdeset oltarnih nastavkov. Reformacija je sama po sebi spodbudila nov način gledanja verske umetnosti. Nekateri motivi, kot je Zadnja večerja, so imeli prednost pred drugimi. Reformacija je obravnavala Božjo besedo - to je evangelij - kot središče krščanstva, protestantski oltarni nastavki pa so pogosto prikazovali dejanske besede iz Biblije, včasih na račun slik. Sčasoma se je rodil tako imenovani prižnični oltar (Kanzelaltar v nemščini), v katerem sta združena oltarn in prižnica, s čimer je oltarni nastavek dobesedno postal bivališče Božje besede.

### Poznejši razvoj
Sredi 16. stoletja in pozneje so oltarne nastavke zamenjale druge vrste, to je slikarstvo na platnu. Srednji vek je bil vrhunec proizvodnje in uporabe oltarnih nastavkov. Veliko teh je še danes, a se je večina izgubila. Znanstveniki so ocenili, da je bilo pred drugo svetovno vojno na ozemlju tretjega rajha več kot 3000 oltarnih nastavkov; za primerjavo je bilo izračunano, da je bilo leta 1520 v cerkvah avstrijske dežele Tirolske približno 2000 krilnih oltarjev. Mnogi so izginili med reformacijo (na severu Evrope) ali so jih zamenjali z baročnimi oltarji med protireformacijo (v južnem delu Evrope), drugače pa so bili med razsvetljenstvom zavrženi ali zamenjani z neogotskimi v 19. stoletju . V nemško govorečem delu Evrope je ohranjen samo en oltarni nastavek, izdelan za glavni oltar stolnice v Churu v Švici. V 18. stoletju so bili oltarni nastavki, kot so poliptih sveti Avguštin Piera della Francesca, pogosto razstavljeni in postavljeni na ogled kot samostojna umetniška dela. Različne table poliptiha svetega Avguština so danes razporejene med več različnih umetniških muzejev.

## Vrste oltarnih nastavkov
Katoliška cerkev ni nikoli formalizirala uporabe in obravnave oltarnih nastavkov, zato se lahko njihov videz znatno razlikuje. Občasno je razmejitev med tem, kar predstavlja oltarni nastavek in kaj je druga oblika dekoracije, nejasna. Še vedno so lahko razdeljeni na dve vrsti, retabel, ki označuje velik in pogosto zapleten leseni ali kamnit oltar in oltarni nastavek s tablami bodisi pobarvanimi bodisi z reliefi. Retabel se postavi neposredno na oltar ali na površino za njim; po navadi raste od tal.
Oltarni nastavki so pogosto sestavljeni iz dveh ali več ločenih tabel, ustvarjenih s tehniko, znano kot panelno slikarstvo. Table lahko prikazujejo tudi reliefe ali kipe, so barvane ali nebarvane. Glede na število tabel se imenujejo diptih, triptih ali poliptih z dvema in več tablami. V 13. stoletju je imela vsaka tabla vršiček, vendar je v času renesanse postala normalna enojna tabla ali pala. V obeh primerih je nosilni podstavek ali predela pogosto prikazoval dopolnilne in sorodne slike.
Če je oltar prostostoječ v koru, sta lahko obe strani oltarnega nastavka poslikani. Tudi skupine kipov so lahko oltarni nastavek. Ena cerkev ima lahko v kapelah stranske oltarje in tako več oltarnih nastavkov. Včasih je oltarni nastavek nameščen na samem oltarju.
Veliko manjši zasebni oltarji, pogosto prenosljivi, so bili za bogate posameznike namenjeni uporabi doma, pogosto kot zložljivi diptihi ali triptihi za varen prevoz. V srednjem veku so bili zelo priljubljeni zelo majhni diptihi ali triptihi, izrezljani v slonovini ali drugem materialu.

## Znameniti primeri
- Pala d'Oro, v bizantinskem slogu ( Stolnica svetega Marka, Benetke)
- Maestà (1308-1311) (stolnica v Sieni, Siena)
- Oltar Mérode, triptih (1425-1428), Robert Campin (Metropolitan Museum of Art, New York)
- Gentski oltar (1432), Hubert in Jan van Eyck (Stolnica svetega Bava, Gent)
- Oltar svetega Wolfganga (1481) Michael Pacher (cerkev Sv. Wolfganga, St. Wolfgang im Salzkammergut)
- Oltar Veita Stossa (1489), ki ga je izdelal Veit Stoss ( Bazilika svete Marije, Krakov)
- Kefermarktov oltar (1490-1497) neznanega umetnika (Kefermarkt)
- Isenheimski oltar (1516), Matthias Grünewald (Muzej Unterlinden, Colmar)
- Marijino vnebovzetje (1516-1518), Tizian (Bazilika Santa Maria Gloriosa dei Frari, Benetke)